# Liste der Staatsoberhäupter 239
Übersicht
◄◄ | ◄ | 235 | 236 | 237 | 238 | Liste der Staatsoberhäupter 239 | 240 | 241 | 242 | 243 | ► | ►►

Weitere Ereignisse

## Afrika
- Aksumitisches Reich
  - König: Azaba (ca. 230)

- Römisches Reich
  - Provincia Romana Aegyptus
    - Präfekt: Lucius Lucretius Annianus (239–240)

## Asien
- Armenien
  - König: Trdat II. (217–252)

- China
  - Norden
    - Kaiser: Cao Rui (226–239)
    - Kaiser: Cao Fang (239–254)

  - Südwesten
    - Kaiser: Liu Shan (223–263)

  - Südosten
    - Kaiser: Sun Quan (229–252)

- Iberien (Kartlien)
  - König: Bakur I. (234–249)

- Japan (Legendäre Kaiser)
  - Kaiserin: Jingū (200–269)

- Korea
  - Baekje
    - König: Goi (234–286)

  - Gaya
    - König: Geodeung (199–259)

  - Goguryeo
    - König: Dongcheon (227–248)

  - Silla
    - König: Jobun (230–247)

- Kuschana
  - König: Kanischka II. (220–242)

- Sassanidenreich
  - Schah (Großkönig): Ardaschir I. (224–240/242)

## Europa
- Bosporanisches Reich
  - König: Ininthimeus (234/235–238/239)

- Römisches Reich
  - Kaiser: Gordian III. (238–244)
    - Konsul: Gordian III. (239)
    - Konsul: Manius Acilius Aviola (239)